# Jørgen Ditzel
Jørgen Ditzel, född 1921, död 1961, var en dansk arkitekt och möbelformgivare.
Från 1946 formgav han tillsammans med hustrun Nanna Ditzel bland annat stolar i bambu och rotting samt barnmöbler. Han tilldelades 1956 Lunningpriset.